# Assioma della scelta
L'assioma della scelta è un assioma di teoria degli insiemi enunciato per la prima volta da Ernst Zermelo nel 1904. Esso afferma che 
| Data una famiglia non vuota di insiemi non vuoti esiste una funzione che ad ogni insieme della famiglia fa corrispondere un suo elemento. |

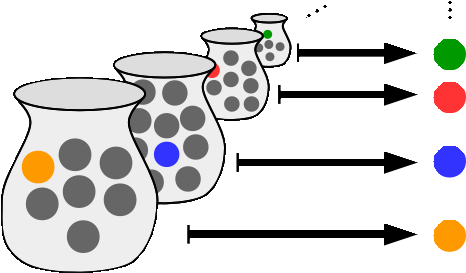
Illustrazione dell'assioma della scelta, con ogni insieme rappresentato da un vaso e con i suoi elementi rappresentati da biglie. La biglia colorata è quella scelta.

In termini non formali, l'assioma assicura che, quando viene data una collezione di insiemi non vuoti si può sempre costruire un nuovo insieme "scegliendo" un singolo elemento da ciascuno di quelli di partenza. Se il numero di insiemi di partenza è finito, l'assioma della scelta non è necessario poiché gli altri assiomi della teoria degli insiemi sono sufficienti a garantire la possibilità di questa scelta; nel caso di un numero infinito di insiemi invece occorre introdurre nella teoria un assioma specifico, l'assioma della scelta appunto.
Un tipico esempio con cui si spiega il senso dell'assioma è quello di Bertrand Russell: supponiamo di avere un numero infinito di paia di scarpe e di voler definire un insieme che contiene una (e una sola) scarpa di ogni paio, possiamo farlo senza problemi considerando ad esempio l'insieme delle scarpe destre. I problemi nascono se abbiamo un numero infinito di paia di calzini (supponendo che il destro e il sinistro non siano distinguibili), e vogliamo considerare come prima un insieme che contenga un calzino per ognuno di essi: non possiamo più parlare dell'insieme dei "calzini destri" e non abbiamo in effetti nessun modo di distinguere i due elementi di un paio, cioè di avere una funzione di scelta che ci assicuri di poterne scegliere contemporaneamente uno da ogni insieme. Per poter dire che un tale insieme comunque esiste bisogna invocare l'assioma della scelta.
L'assioma della scelta viene talvolta indicato con l'acronimo AC (dall'inglese Axiom of Choice), soprattutto nell'ambito della logica matematica.

## Il ruolo nella matematica contemporanea
Nella matematica contemporanea l'assioma della scelta ha molte importanti conseguenze in tutti i rami e ciò ha senz'altro contribuito a far sì che fosse diffusamente accettato.
Alcuni risultati per i quali è indispensabile l'assioma della scelta:
- Ogni spazio vettoriale non nullo ammette una base
- Ogni funzione suriettiva ha un'inversa destra
- Ogni campo ammette una chiusura algebrica, unica a meno di isomorfismi.
- Ogni anello unitario ammette ideali massimali
- Il teorema di compattezza per la logica dei predicati
- Il teorema di Hahn-Banach
- Il teorema di Tichonov

Se da un lato l'assioma della scelta consente di dimostrare dei risultati importanti, dall'altro porta anche alla costruzione di oggetti matematici controintuitivi, come insiemi non misurabili (vedi l'insieme di Vitali) o come partizioni finite della sfera che riassemblate opportunamente diventano due sfere ciascuna con raggio uguale a quello della sfera di partenza (vedi il paradosso di Banach-Tarski).

## Enunciati equivalenti all'assioma della scelta
Esistono molte altre formulazioni che si possono dimostrare equivalenti all'assioma della scelta: vale a dire che accettando come assiomi una qualunque di esse si può dimostrare AC, e viceversa che accettando AC esse sono tutte dimostrabili. Le più comuni tra esse sono
- Lemma di Zorn
- Teorema del buon ordinamento: su ogni insieme si può definire un buon ordinamento.
- Assioma moltiplicativo: il prodotto cartesiano di una famiglia di insiemi non vuoti è non vuoto.
- Teorema di Hartogs: la relazione d'ordine standard sui cardinali è totale.

## Consistenza e indipendenza dagli altri assiomi
Nel 1938 Kurt Gödel ha dimostrato che se il sistema assiomatico di Zermelo - Fraenkel (noto anche con l'acronimo ZF) è consistente allora rimane consistente anche con l'aggiunta dell'assioma della scelta. Il risultato di Gödel è stato ottenuto costruendo un modello per la teoria degli insiemi in cui l'assioma della scelta era valido (il modello è noto come "universo degli insiemi costruibili"). Tuttavia l'assioma della scelta non si può dimostrare a partire dagli altri assiomi, come è stato dimostrato da Cohen nel 1963. La dimostrazione di Cohen si basa sulla costruzione di un modello alternativo alla teoria degli insiemi mediante la tecnica del forcing: nel modello di Cohen tutti gli assiomi di ZF sono veri e l'assioma della scelta è falso.